# Skiffergrått jordfly
Skiffergrått jordfly, Standfussiana lucernea, är en fjärilsart som beskrevs av Carl von Linné 1758. Skiffergrått jordfly ingår i släktet Standfussiana och familjen nattflyn, Noctuidae. Arten har livskraftiga, LC, populationer i både Sverige och Finland. Sex underarter finns listade i Catalogue of Life, Standfussiana lucernea arguta Corti & Draudt, 1933, Standfussiana lucernea cataleuca Boisduval, 1833, Standfussiana lucernea elbursica Boursin, 1963, Standfussiana lucernea illyrica Rebel & Zerny, 1932, Standfussiana lucernea kuruschicola Boursin, 1940 och Standfussiana lucernea pescona Draudt, 1933.